# María Natalia Mauleón
María Natalia Mauleón Piñón (Acuitzio, Michoacán, 4 de febrero de 2002) es una futbolista mexicana. Juega como centrocampista en el Club América Femenil de la Primera División Femenil de México.
Su primer partido de fútbol lo jugó a los 6 años en el equipo de su hermano mayor donde ocupaba la posición de guardameta hasta que un día le dieron oportunidad de jugar fuera de la portería y demostró que tenía más habilidades ofensivas, es así como empezó su trayectoria futbolística.

## Trayectoria

### Liga MX Femenil
Mauleón empezó en el fútbol como portera, pero algunos comentarios acerca de su 1.52 de estatura, la hicieron probarse como ofensiva. Debutó como futbolista profesional en la Liga MX Femenil a los 15 años con el Club Deportivo Toluca el viernes 28 de julio de 2017 vs Cruz Azul y actualmente funge como delantera para las mejor conocidas "diablas" del Toluca.
En el Apertura 2017, su primer torneo en la Liga MX Femenil, fue líder de goleo del equipo con 10 anotaciones y ocupó la quinta posición en la tabla general de goleadoras.
Para el Apertura 2018 la jugadora con el dorsal número 14 acumula en fase regular: 10 juegos jugados, 9 juegos como titular, 5 goles y un total de 855 minutos de juego.
Las jugadoras a las que admira son Charlyn Corral y Alex Morgan y del fútbol varonil a Leo Messi.
Mauleón se define como una jugadora a la que la define burlar, le gusta gambetear dentro del área antes de definir. Entre sus objetivos está jugar en el extranjero, en específico en el fútbol europeo, así como seguir un proceso en la selección hasta ser parte de la mayor.

### Selección nacional
Ha participado con la Selección Femenil Mexicana en la categoría Sub-15 y actualmente es parte de la Sub-17.
También jugó en la selección subcampeona del Premundial Femenil de la CONCACAF 2018, y fue parte dela selección que participó del Mundial Sub-17 2018 en Uruguay.
En la actualidad disputa con su selección el torneo Clasificatorio de la Copa Oro de la Concacaf.

### Participaciones en torneos juveniles
| Copa                                       | Sede                       | Resultado  |
| ------------------------------------------ | -------------------------- | ---------- |
| Copa Mundial Femenina de Fútbol de 2018    | Uruguay                    | Subcampeón |
| Campeonato Femenino de la Concacaf de 2018 | Estados Unidos · Nicaragua | Subcampeón |
| Campeonato Femenino de la Concacaf de 2022 | República Dominicana       | Subcampeón |

## Clubes
| Club         | País   | Año       |
| ------------ | ------ | --------- |
| Toluca       | México | 2017-2021 |
| Club América | México | 2021-2025 |

## Palmarés

### Títulos nacionales
| Título           | Club         | País   | Año      |
| ---------------- | ------------ | ------ | -------- |
| Primera División | Club América | México | Cl. 2023 |